# Rising Sun-Lebanon
Rising Sun-Lebanon è un census-designated place (CDP) degli Stati Uniti situato nella Contea di Kent, nello stato del Delaware. Fa parte dell'area micropolitana di Dover. Secondo il censimneto del 2000 la popolazione era di 2 458 abitanti.

## Geografia fisica
Secondo i rilevamenti dello United States Census Bureau, il CDP di Rising Sun-Lebanon si estende su una superficie totale di 9,2 km², dei quali 8,8 km² sono occupati da terre, mentre 0,4 km² sono occupati dalle acque, e corrispondono al 4,76% del territorio.

## Popolazione
Secondo il censimento del 2000, a Rising Sun-Lebanon vivevano 2 458 persone, ed erano presenti 669 gruppi familiari. La densità di popolazione era di 280,0 ab./km². Nel territorio comunale si trovavano 940 unità edificate. Per quanto riguarda la composizione etnica degli abitanti, il 75,71% era bianco, il 15,58% era afroamericano, lo 0,49% era nativo, e il 2,36% era asiatico. Il restante 5,86% della popolazione appartiene ad altre razze o a più di una. La popolazione di ogni razza proveniente dall'America Latina corrisponde al 5,94% degli abitanti.
Per quanto riguarda la suddivisione della popolazione in fasce d'età, il 35,0% era al di sotto dei 18, l'11,4% fra i 18 e i 24, il 35,3% fra i 25 e i 44, il 12,7% fra i 45 e i 64, mentre infine il 5,5% era al di sopra dei 65 anni di età. L'età media della popolazione era di 27 anni. Per ogni 100 donne residenti vivevano 97,0 maschi.